# Ельтеков Олександр Павлович
Олександр Павлович Ельтеков (нар. 6 травня 1846, Брянськ — 7 (19) липня 1894, Ялта) — український хімік-органік.

## Біографія
Народився 6 травня 1846 року в Брянську. У 1868 році закінчив Харківський університет, з 1887 року професор в ньому. В 1889–1894 роках — професор Київського університету.
Помер 7 (19 липня) 1894 року в Ялті від туберкульозу. Був похований на Масандрівському кладовищі. Там же, приблизно через 10 років, на кошти, зібрані Харківським фізико-хімічним товариством було встановлено надгробний пам'ятник. На Полікурівському меморіалі в Ялті в 1982 році йому встановлена пам'ятна дошка.

## Наукова діяльність
Основні роботи були присвячені перетворенням вуглеводнів, ефірів та спиртів. У 1877 році він сформулював правило, згідно з яким спирти, які мають групу OH у вуглецю з подвійним зв'язком, необоротно перетворюються на ізомерні альдегіди і кетони (правило Ельтекова, яке увійшло в підручники з органічної хімії). Розробив метод визначення будови ненасичених сполук, в 1878 році створив спосіб метилування олефінів і відкрив реакцію отримання альдегідів і кетонів. Останню стадію цієї реакції — перетворення гликолів в карбонільні сполуки називають перегрупуванням Ельтекова.